# Lissochelifer insularis
Lissochelifer insularis är en spindeldjursart som först beskrevs av Beier 1940.  Lissochelifer insularis ingår i släktet Lissochelifer och familjen tvåögonklokrypare. Inga underarter finns listade i Catalogue of Life.